# Montañes
O Montañés foi um navio de linha da Armada Espanhola construido no estuário de Ferrol e pago pelo povo da Cantábria. Ele foi construído usando o sistema de Romero Landa de acordo com a série dos San Ildefonsos. Os planos de construção seriam modificados por Retamosa para aperfeiçoar as formas do casco. Foi lançado em maio de 1794, entrou em serviço em 1795 e participou da Batalha de Trafalgar.
Era um navio muito rápido para a sua época, que atingia 14 nós com vento a favor e 10 com vento abreviado, sua velocidade normal era de 10 e 8 nós, respectivamente. Sua obra viva estava forrada por umas 2.400 pranchas de cobre e seu armamento era de 74 canhões.

## História
Participou em 1795, em uma batalha contra oito navios da linha, um deles de três deques e duas fragatas francesas na baía do porto de Sant Feliu de Guíxols, graças a sua velocidade superior, o Montañés, logrou ganhar o porto, e com apoio da artilharia de costa, forçar a retirada dos navios franceses. Em finais de 1795, zarpou de Cádiz completando sua viagem de circum-navegação 8 anos depois.
Em junho de 1805 assume o comando o capitão Francisco Alcedo e formará parte da divisão espanhola sob o comando de Alcalá Galdiano, destinada a defesa de Cádiz para evitar um possível ataque britânico sobre a baía.
Participou da Batalha de Trafalgar , estando atribuído na segunda divisão da frota do general Gravina em na qual sobreviveu, embora com a baixa de seus dois comandantes, Francisco Alcedo e Antonio Castaños, tendo que assumir o tenente Joaquín Gutiérrez de Rubalcava. No total, teve 20 mortos e 29 feridos em combate. Ele conseguiu resgatar, os navios Santa Ana e o Neptuno, capturado pela frota inglesa. Ele regressou a Cádiz na noite de 21 de outubro de 1805.
Ao mando de José Quevedo em 14 de julho de 1808 participou da captura da esquadra francesa de Rosilly em Cádiz.
Realizou varias viagens até às Ilhas Canárias, Baleares e Havana, se perdeu em 10 de março de 1810 ao  encalhar, depois de uma forte tempestade.

## Bibliografía
- Cabo Trafalgar, de Arturo Pérez-Reverte, Alfaguara, 2004.
- Tudo para o Porto. Montañés.
- Batalha de Trafalgar. Navios Espanhóis.
- Militares e Navios Espanhóis que participaron em Trafalgar (1) de Luís Aragón Martín.
- Militares e Navios Espanhóis que participaron em Trafalgar (2) de Luís Aragón Martín.